# 제리 워렌
제리 워렌(Jerry Warren, 1925년 3월 10일 ~ 1988년 8월 21일)은 미국의 영화 감독, 배우, 영상 편집자, 촬영 감독이다.
로스앤젤레스에서 태어났으며 에스콘디도에서 사망하였다. 사인은 폐암이다.

## 영화
- 프랑켄슈타인 아일랜드 (1981년)
- 더 와일드 월드 오브 배트우먼 (1966년)
- 페이스 오브 더 스크리밍 웨어울프 (1964년)
- 맨 비스트 (1956년)
- 웨어 두 위 고 프럼 히어? (1945년)